# بالدورز گیت
بالدورز گیت (به انگلیسی: Baldur's Gate) مجموعه فرنچایز بازی‌های ویدئویی نقش‌آفرینی است که در جهان سیاه‌چال‌ها و اژدهایان جریان دارد.

## بازی‌ها
| عنوان                                   | تاریخ انتشار    | سکوها | یادداشت                                        |
| --------------------------------------- | --------------- | --- | ---------------------------------------------- |
| بالدورز گیت                             | ۲۱ دسامبر ۱۹۹۸  | ویندوز، مک کلاسیک | توسعه داده شده توسط بایوور                     |
| Baldur's Gate: Tales of the Sword Coast | ۳۰ آوریل ۱۹۹۹   | ویندوز، مک کلاسیک | بسته الحاقی، توسعه داده شده توسط بایوور        |
| بالدورز گیت ۲: سایه‌های آمن              | ۲۱ سپتامبر ۲۰۰۰ | ویندوز، مک کلاسیک | توسعه داده شده توسط بایوور                     |
| Baldur's Gate II: Throne of Bhaal       | ۲۲ ژوئن ۲۰۰۱    | ویندوز، مک کلاسیک | بسته الحاقی، توسعه داده شده توسط بایوور        |
| Baldur's Gate: Dark Alliance            | ۴ دسامبر ۲۰۰۱   | پلی‌استیشن ۲، ایکس‌باکس، گیم‌کیوب، گیم بوی ادونس، ویندوز، مک‌اواس، لینوکس، پلی‌استیشن ۴، پلی‌استیشن ۵، ایکس‌باکس وان، ایکس‌باکس سری اکس/اس، نینتندو سوئیچ، آی‌اواس | اسپین آف                                       |
| Baldur's Gate: Dark Alliance II         | ۲۰ ژانویه ۲۰۰۴  | پلی‌استیشن ۲, ایکس‌باکس، ویندوز، مک‌اواس، لینوکس، پلی‌استیشن ۴، پلی‌استیشن ۵، ایکس‌باکس وان، ایکس‌باکس سری اکس/اس، نینتندو سوئیچ                                 | اسپین آف، توسعه داده شده توسط بلک آیل استادیوز |
| Baldur's Gate: Enhanced Edition         | ۲۸ نوامبر ۲۰۱۲  | ویندوز، مک‌اواس، لینوکس، پلی‌استیشن ۴، ایکس‌باکس وان، نینتندو سوئیچ، آی‌اواس، اندروید                                                                         | نسخه بهبودیافته                                |
| Baldur's Gate II: Enhanced Edition      | ۱۵ نوامبر ۲۰۱۳  | ویندوز، مک‌اواس، لینوکس، پلی‌استیشن ۴، ایکس‌باکس وان، نینتندو سوئیچ، آی‌اواس، اندروید                                                                         | نسخه بهبودیافته                                |
| Baldur's Gate: Siege of Dragonspear     | ۳۱ مارس ۲۰۱۶    | ویندوز، مک‌اواس، لینوکس، پلی‌استیشن ۴, ایکس‌باکس وان، نینتندو سوئیچ، آی‌اواس                                                                                  | بسته الحاقی                                    |
| Dungeons & Dragons: Dark Alliance       | ۲۲ ژوئن ۲۰۲۱    | ویندوز، پلی‌استیشن ۴، پلی‌استیشن ۵، ایکس‌باکس وان، ایکس‌باکس سری اکس/اس                                                                                       | توسعه داده شده توسط Tuque Games                |
| بالدورز گیت ۳                           | ۳ اوت ۲۰۲۳      | ویندوز، مک‌اواس، پلی‌استیشن ۵، ایکس‌باکس سری اکس/اس | توسعه داده شده توسط لاریان استودیوز            |